# Tetradactylus breyeri
Tetradactylus breyeri är en ödleart som beskrevs av Roux 1907. Tetradactylus breyeri ingår i släktet Tetradactylus och familjen sköldödlor. IUCN kategoriserar arten globalt som sårbar. Inga underarter finns listade i Catalogue of Life.
Arten förekommer i östra Sydafrika i bergstrakter mellan 1400 och 2000 meter över havet. Habitatet utgörs av gräsmarker. Antagligen gömmer sig individerna, liksom hos andra släktmedlemmar, i myrstackar.